# Brigade des Marines du Mississippi

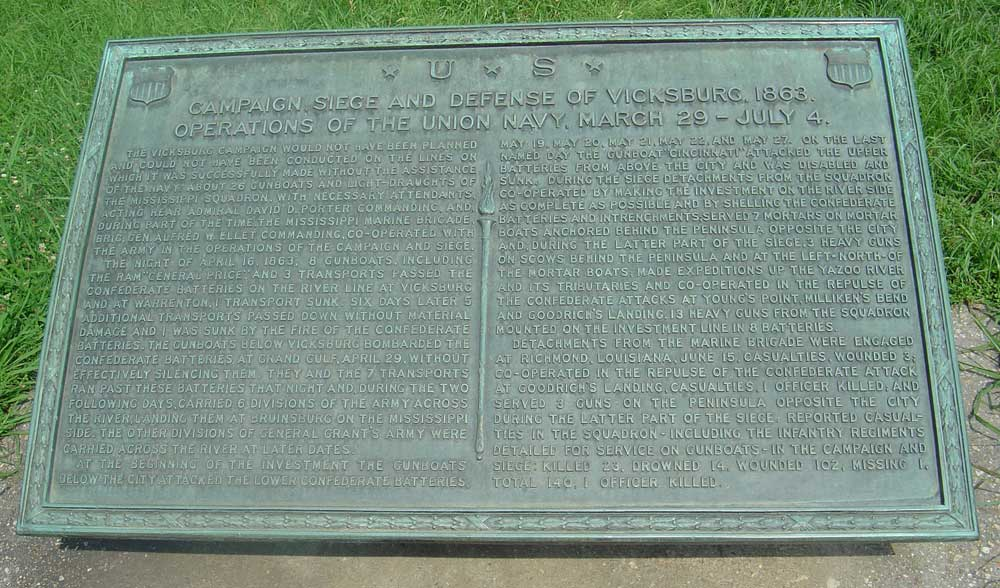
Plaque commémorative à Vicksburg citant la Brigade des Marines du Mississippi.

La Brigade des Marines du Mississippi est une unité militaire de l'armée de l'Union lors de la guerre de Sécession. Organisée au début de l'année 1863, elle devait permettre de combattre les raids sudistes dans la vallée du Mississippi.
Cette brigade se composait de plusieurs compagnies d'infanterie, d'une compagnie de cavalerie et d'une batterie d'artillerie montée. Elle dépendait de l'Armée de Terre et non de la Marine, mais agissait d'une manière très indépendante.
Elle était transportée sur des navires, en particulier ceux qui étaient sous le commandement du brigadier-général Alfred W Ellet dont la flotte des navires-béliers des États-Unis.

## Source
- (en) Cet article est partiellement ou en totalité issu de l’article de Wikipédia en anglais intitulé « Mississippi Marine Brigade » (voir la liste des auteurs).

## Pour en savoir plus